# Нечитайло, Ксения Васильевна
Ксения Васильевна Нечитайло (17 ноября 1942 года, Самарканд, УзбССР, СССР — 9 мая 2019 года) — русская художница, член-корреспондент Российской академии художеств (2007).

## Биография
Родилась 17 ноября 1942 года в Самарканде в Узбекской ССР.
В 1961 году окончила Московскую среднюю художественную школу при Институте имени В. И. Сурикова.
В 1967 году с отличием окончила Московский государственный художественный институт имени В. И. Сурикова (педагоги А. М. Грицай, Д. Д. Жилинский, С. Н. Шильников).
С 1969 года — член Союза художников СССР, России.
С 2000 года — член Союза дизайнеров России.
С 2005 года — член Международного художественного фонда Московского объединения художников.
В 2007 году избрана членом-корреспондентом Российской академии художеств от Отделения живописи.
Произведения находятся в коллекциях музеев и частных коллекций в России и за рубежом.
Ксения Васильевна Нечитайло умерла 9 мая 2019 года. Похоронена в Пушкино Московской области на Ново-Деревенском кладбище (участок 1).

### Семья
- Отец — советский художник-живописец В. К. Нечитайло (1915—1980).
- Мать — советский и российский художник-живописец М. В. Савченкова (1917—2017).

## Творческая деятельность
Автор ряда эссе о художниках: В. Е. Попков («Московский художник» 2005, "Юный художник 2007, № 1), «Степи». Воспоминания об отце — художнике В. К. Нечитайло («Юный художник» 2006, № 11), «О картине» («Юный художник», 2007).
- «В воскресенье к нам пришли гости» (1969 г.)
- «Почта в селе Наволоки» (х., м., 60х120, 1972 г.)
- «Птичий рынок» (х., м., 230х175, 1970—1980 гг.)
- «Ожидание молодых у ЗАГСа» (х., м. 61х71, 80х90, 1972 г.)
- «Брат из армии вернулся» (х., м., 150х200, 1975 г.)
- «Ночной дебаркадер» (х., м., 130х130, 1978 г.)
- «Воспоминание о деде» (х., м., 230х175, 1979 г.)
- "«Белый натюрморт» (х., м., 70х200, 1983 г.)
- «Ривьера» (х., м., 120х150, 1984 г.)
- «Влюбленные» (х., м.,130х160, 1985 г.)
- «Автопортрет с вазами» (х., м. 136х119, 1986 г.)
- «Варька-студентка» (х., м., 75х175, 1986 г.)
- «Банщица» (х., м., 165х205, 1988 г.)
- «Настя и натюрморт» (х., м., 99-117, 1989 г.)
- «Красный автопортрет» (х., м., 175х230, 1988 г.)
- «Автопортрет с рукой» (х., м.,135х110, 2002 г.)
- «Поварёнок», «Автопортрет в шубе» (обе 2005 г.)
- «Моя деревня», серия портретов и пейзажей (х., м., 2008 г.)